# Kanton Pont-Audemer
Der Kanton Pont-Audemer ist seit 1790 ein französischer Wahlkreis im Arrondissement Bernay im Département Eure in der Region Normandie; sein Hauptort ist Pont-Audemer.
Der Kanton Pont-Audemer ist 236,56 km² groß und hat (2022) 27.634 Einwohner, was eine Bevölkerungsdichte von 117 Einwohnern pro km² entspricht. Er liegt im Mittel auf 82 Meter Höhe über dem Meeresspiegel, zwischen 2 Meter in Pont-Audemer und 146 Meter in Selles. 

## Gemeinden
Der Kanton besteht aus 26 Gemeinden mit insgesamt 27.634 Einwohnern (Stand: 1. Januar 2022) auf einer Gesamtfläche von 244,45 km²:
| Gemeinde                   | Einwohner 1. Januar 2022 | Fläche km² | Dichte Einw./km² | Code INSEE | Postleitzahl |
| -------------------------- | ------------------------ | ---------- | ---------------- | ---------- | ------------ |
| Appeville-Annebault        | 996                      | 13,35      | 75               | 27018      | 27290        |
| Authou                     | 333                      | 2,96       | 113              | 27028      | 27290        |
| Bonneville-Aptot           | 261                      | 7,47       | 35               | 27083      | 27290        |
| Brestot                    | 636                      | 8,73       | 73               | 27110      | 27350        |
| Campigny                   | 1.097                    | 10,74      | 102              | 27126      | 27500        |
| Colletot                   | 179                      | 4,32       | 41               | 27163      | 27500        |
| Condé-sur-Risle            | 656                      | 9,87       | 66               | 27167      | 27290        |
| Corneville-sur-Risle       | 1.371                    | 13,23      | 104              | 27174      | 27500        |
| Écaquelon                  | 608                      | 13,04      | 47               | 27209      | 27290        |
| Freneuse-sur-Risle         | 336                      | 8,13       | 41               | 27267      | 27290        |
| Glos-sur-Risle             | 598                      | 7,33       | 82               | 27288      | 27290        |
| Illeville-sur-Montfort     | 857                      | 14,95      | 57               | 27349      | 27290        |
| Le Perrey                  | 1.221                    | 21,40      | 57               | 27263      | 27500, 27680 |
| Les Préaux                 | 396                      | 5,96       | 66               | 27476      | 27500        |
| Manneville-sur-Risle       | 1.436                    | 9,32       | 154              | 27385      | 27500        |
| Montfort-sur-Risle         | 778                      | 3,94       | 197              | 27413      | 27290        |
| Pont-Audemer               | 9.950                    | 14,66      | 679              | 27467      | 27500        |
| Pont-Authou                | 580                      | 3,52       | 165              | 27468      | 27290        |
| Saint-Mards-de-Blacarville | 856                      | 8,78       | 97               | 27563      | 27500        |
| Saint-Philbert-sur-Risle   | 824                      | 13,15      | 63               | 27587      | 27290        |
| Saint-Symphorien           | 470                      | 3,78       | 124              | 27606      | 27500        |
| Selles                     | 476                      | 10,09      | 47               | 27620      | 27500        |
| Thierville                 | 368                      | 3,60       | 102              | 27631      | 27290        |
| Tourville-sur-Pont-Audemer | 722                      | 10,80      | 67               | 27655      | 27500        |
| Toutainville               | 1.280                    | 11,85      | 108              | 27656      | 27500        |
| Triqueville                | 349                      | 9,48       | 37               | 27662      | 27500        |
| Kanton Pont-Audemer        | 27.634                   | 244,45     | 113              | 2717       | –            |

Bis zur Neuordnung bestand der Kanton Pont-Audemer aus den 14 Gemeinden Campigny, Colletot, Corneville-sur-Risle, Fourmetot, Manneville-sur-Risle, Pont-Audemer, Les Préaux, Saint-Germain-Village, Saint-Mards-de-Blacarville, Saint-Symphorien, Selles, Tourville-sur-Pont-Audemer, Toutainville und Triqueville. Sein Zuschnitt entsprach einer Fläche von 123,03 km2.

## Veränderungen im Gemeindebestand seit der landesweiten Neuordnung der Kantone
2019:
- Fusion Fourmetot, Saint-Ouen-des-Champs (Kanton Bourg-Achard) und Saint-Thurien (Kanton Bourg-Achard) → Le Perrey

2018: 
- Fusion Pont-Audemer und  Saint-Germain-Village → Pont-Audemer
- Fusion Thénouville und Touville (Kanton Bourgtheroulde-Infreville) → Thénouville